# Праленик
Праленик (на македонска литературна норма: Праленик; на албански: Praleniku) е село в Северна Македония, в Община Вапа (Център Жупа).

## География
Селото е разположено в областта Жупа в северозападните склонове на планината Стогово на брега на Дебърското езеро (Черни Дрин).

## История
В XIX век Праленик е село в Дебърска каза на Османската империя. В „Етнография на вилаетите Адрианопол, Монастир и Салоника“, издадена в Константинопол в 1878 година и отразяваща статистиката на населението от 1873 година, Проваленик е посочено като село с 30 домакинства, като жителите му са 52 турци и 24 българи.
Според статистиката на Васил Кънчов („Македония. Етнография и статистика“) в 1900 Праленик има 20 жители българи християни и 250 турци.
На Етнографската карта на Битолския вилает на Картографския институт в София от 1901 година Проваленик е смесено село българи, помаци, албанци и турци в Дебърската каза на Дебърския санджак с 82 къщи.
Цялото християнско население на селото е под върховенството на Българската екзархия. По данни на секретаря на екзархията Димитър Мишев („La Macédoine et sa Population Chrétienne“) в 1905 година в Проваленик има 8 българи екзархисти.
В 1915 година, по време на Първата световна война, селото е анексирано от Царство България. Към 1 март 1916 година Праленикъ е част от Светоградската община на българската Дебърска околия.
Според преброяването от 2002 година селото има 177 жители.
| Националност | Всичко |
| македонци    | 0      |
| албанци      | 0      |
| турци        | 176    |
| роми         | 0      |
| власи        | 0      |
| сърби        | 0      |
| бошняци      | 0      |
| други        | 1      |